# مالكوم برادبري
مالكوم برادبري (بالإنجليزية: Malcolm Bradbury)‏‏ (7 سبتمبر 1932 في شفيلد - 27 نوفمبر 2000 في نورتش) ناقد أدبي، وروائي، وكاتب ساخر، وكاتب، وكاتب سيناريو، وأستاذ جامعي من المملكة المتحدة.

## الجوائز
- نيشان الامبراطورية البريطانية من رتبة قائد

## روابط خارجية
- مالكوم برادبري على موقع IMDb (الإنجليزية)
- مالكوم برادبري على موقع الموسوعة البريطانية (الإنجليزية)
- مالكوم برادبري على موقع إن إن دي بي (الإنجليزية)
- مالكوم برادبري على موقع قاعدة بيانات الفيلم (الإنجليزية)